# Хелловін: 20 років по тому
«Хелловін: 20 років по тому» (англ. Halloween H20: 20 Years Later) — американський фільм жахів режисера Стіва Майнера.

## Сюжет
Через 20 років Лорі Строуд знову змушена боротися зі своїм минулим. Ці роки вона жила під вигаданим ім'ям разом з сином Джоном. Але Майкл Маєрс раптово повернувся в її життя з помстою. З помстою не тільки до Лорі. Жах почався для всього міста!

## У ролях
| Актор                | Роль                            |
| -------------------- | ------------------------------- |
| Джеймі Лі Кертіс     | Лорі Строуд / Кері Тейт         |
| Адам Аркін           | Вілл Бреннан                    |
| Мішель Вільямс       | Моллі Картвелл                  |
| Адам Генн-Берд       | Чарльз «Чарлі» Деверо           |
| Джоді Лін О'Кіфі     | Сара Вентроп                    |
| Джанет Лі            | Норма Ватсон                    |
| Джош Гартнетт        | Джон Тейт                       |
| ЛЛ Кул Джей          | Рональд «Ронні» Джонс           |
| Джозеф Гордон-Левітт | Джиммі Говелл                   |
| Брендон Вільямс      | Тоні Аллегре                    |
| Ненсі Стівенс        | Маріон Чамберс Вайттінгтон      |
| Біу Біллінґслі       | детектив «Фітц» Віцсайммонс     |
| Метт Вінстон         | детектив Метт Семпсон           |
| Ларісса Міллер       | Клаудія                         |
| Еммалі Томпсон       | Кейсі                           |
| Девід Бланчард       | офіціант                        |
| Джон Кассіні         | поліцейський 1                  |
| Джоді Вуд            | поліцейський 2                  |
| Ліза Ґей Гемілтон    | Ширлі «Ширл» Джонс (озвучка)    |
| Кріс Дюран           | Майкл Маєрс                     |
| Том Кейн             | доктор Семюель Луміс (озвучка)  |
| Тіффані ДіҐрегоріо   | студентка                       |
| Рейчел Ґалвін        | студентка                       |
| Арден Джеймс         | студент                         |
| Стів Майнер          | шкільний фінансовий консультант |

## Цікаві факти
- Саме Джеймі Лі Кертіс запропонувала зняти цей фільм.
- Джанет Лі, яка грає секретарку, справжня мати Джеймі Лі Кертіс.
- В одному з епізодів в кімнаті по телевізору показують картину «Крик 2» (1997). Це реверанс у бік першого «Крику», де так само в одному з епізодів показують по телебаченню фрагмент фільму «Хелловін» (1978).